# Half-Life: Blue Shift
Half-Life: Blue Shift (дословно с англ. — «Синяя смена» или «Синее смещение») — компьютерная игра в жанре шутера от первого лица; второе самостоятельное дополнение для Half-Life, разработанное компанией Gearbox Software в коллаборации с Valve и выпущенное 12 июня 2001 года. Как и другие дополнения Gearbox, Half-Life: Opposing Force и Half-Life: Decay, Blue Shift изображает события, произошедшие в Half-Life, но c точки зрения другого персонажа — охранника «Чёрной Мезы» Барни Калхауна. В роли Барни, игрок должен попытаться сбежать из секретной лаборатории, захваченной пришельцами из другого мира и отрядами HECU.
Во время установки Blue Shift предлагала пользователю установить особый пакет улучшения графики Half-Life High Definition Pack, включающий в себя обновлённые модели персонажей и оружия (в Steam-релизе данный набор можно включить в настройках игры). Американский диск Blue Shift включал в себя дополнительно также и предыдущее дополнение, Opposing Force. Интернациональная версия предлагала только многопользовательскую версию Opposing Force — Opposing Force: Capture the Flag.

## Игровой процесс

Игровой процесс Blue Shift

В Half-Life: Blue Shift игрок берёт на себя управление обычным охранником Чёрной Мезы, у которого нет ни защитного костюма H.E.V., как у Гордона Фримена в оригинальной Half-Life, ни брони P.C.V., как у Адриана Шепарда в Half-Life: Opposing Force. Вследствие этого игрок не может использовать встречающиеся ему по мере прохождения зарядные устройства. Однако в качестве альтернативы H.E.V. и P.C.V. у игрока имеется типичная экипировка охранника (бронежилет и шлем), процент которой он может восстанавливать, собирая чужую броню с мёртвых тел других охранников, попадающихся ему на протяжении игры (по аналогии с батарейками).
В отличие от своей предшественницы, Opposing Force, Blue Shift привнесла мало собственного контента в оригинальную Half-Life, за исключением новых карт и нового уникального персонажа — доктора Розенберга. В то же время из игры были вырезаны такие виды оружия, как арбалет, лазерные мины-ловушки, тау- и глюонная пушки и ручной улей (доступны только через консоль).
Blue Shift также имеет свою собственную версию тренировки — Hazard Course, скорректированную для охранников. Вместо Джины Кросс голографическим наставником игрока становится охранник, называемый в руководстве к игре Миллером.

## Сюжет
Главный герой игры, Барни Калхаун, — обычный охранник, работающий в научно-исследовательском комплексе «Чёрная Меза», отвечающий за безопасность персонала и сохранность оборудования в подземном секторе комплекса. Во время каскадного резонанса, Калхаун вместе с двумя учёными оказывается в лифте, который в результате аварии выходит из строя и падает.
Очнувшись после падения и пройдя канализационный отсек, Барни узнаёт, что, помимо пришельцев, комплекс занят солдатами из спецподразделения HECU (целью которых является уничтожение как инопланетной угрозы, так и всего персонала Чёрной Мезы как свидетелей), и пробивается с боем по подземельям в поисках выхода на поверхность. По пути охранник встречает смертельно раненого учёного, который просит спасти его коллегу — доктора Розенберга, пленённого (наряду с парой-тройкой других сотрудников) и запертого в одном из железнодорожных вагонов на грузовом складе для допроса. По словам умирающего, у Розенберга есть план, как выбраться из «Чёрной Мезы» невредимым.
Добравшись до склада и перебив отряд пехотинцев, Калхаун освобождает пленников, в том числе Розенберга. Последний сообщает герою, что единственный шанс сбежать — использовать прототип телепорта в старой части здания. Если он работает, то с его помощью можно будет телепортироваться за пределы комплекса.
Остальная часть игры проходит в заброшенном секторе базы, где проводились исследования первого телепорта. Калхаун, Розенберг и двое учёных (Уолтер Беннет и Симмонс) пытаются запустить телепорт. Барни телепортируется в чужеродный мир Зен, чтобы включить триангуляционный прибор. По возвращении герою приходится спуститься в самый нижний уровень лаборатории, чтобы запустить генератор и зарядить новую батарею для телепорта, и вступить в очередную схватку со спецназом и пришельцами. Справившись с заданием, Барни помогает трём учёным пройти через портал и затем проходит сам, однако телепорт неожиданно даёт сбой и начинает перемещать его по всему комплексу. Наконец, Калхаун в безопасности телепортируется к выходу из комплекса и вместе с учёными уезжает на джипе.
В некоторых моментах Blue Shift Калхаун может встретить главного героя Half-Life — Гордона Фримена: Калхаун стоит перед запертой дверью в Секторе 3 и видит, как Фримен проезжает мимо него в вагоне монорельса; использовав камеры наблюдения, Калхаун также может увидеть, как Фримен следует по коридорам Лабораторий аномальных материалов к раздевалке с костюмом H.E.V. (в той же комнате с мониторами можно увидеть, как Джина Кросс, главная героиня Half-Life: Decay, доставляет в лабораторию кристалл); перед самым окончанием Blue Shift, Калхаун видит, как два солдата волокут бесчувственного Фримена к мусорному прессу. В главе «Долг зовёт» в разговоре двух солдат, сбрасывающих тела в канализацию, можно услышать отсылку к Opposing Force (цитата одного из солдат): «…просто потому, что команда Шепарда не смогла это сделать, мы должны заниматься этой дерьмовой работой?».
Blue Shift — самая короткая игра в серии Half-Life (не считая Half-Life 2: Episode One) и единственная, в которой история главного героя «закончена», в то время как Half-Life, Opposing Force, Half-Life 2 и её продолжения-эпизоды в конце оставляют игрока на интригующем моменте, предвещающем неизвестное или смутное развитие дальнейшего сюжета. Таинственный персонаж G-Man, с неизвестными целями наблюдающий и контролирующий действия других героев, встречается в Blue Shift лишь однажды. Это показывает, что он совсем не интересуется действиями Барни и считает его незначительной фигурой для дальнейшего изучения или устранения.

## Разработка
Half-Life: Blue Shift разрабатывалась в качестве бонусной главы для порта Half-Life на игровую приставку Sega Dreamcast. Разработкой занималась компания Gearbox, в то время как сама Half-Life портировалась командой Captivation Digital Laboratories. Версии Half-Life и Blue Shift на Dreamcast включали в себя улучшенные игровые текстуры и модели, которые [модели] затем вошли в Half-Life High Definition Pack. Выпуск портированной Half-Life вместе с Blue Shift изначально был назначен на 1 ноября 2000 года; однако, чтобы удостовериться в том, что игра хорошо ожидаема, компания-издатель Sierra Entertainment перенесла её выпуск на конец года, предоставив на тот момент только информацию об игровом процессе и сюжете. Но игра так и не была выпущена, и лишь в 2001 году, 15 июня, Sierra официально заявила об отмене порта Half-Life на Dreamcast, объяснив это решение изменением ситуации на рынке.
После отмены самой приставки Dreamcast порт Blue Shift был также отменён. Тогда Gearbox перенесла проект на PC. Игра была выпущена 12 июня 2001 года.
Blue Shift изначально не поддерживалась системой онлайн-загрузки Steam, как Half-Life и Opposing Force. 24 августа 2005 года Valve сделала Blue Shift на Steam официально доступной. Любой пользователь, имевший старую копию Half-Life либо серебряное или золотое издание Half-Life 2, мог получить по сети Blue Shift бесплатно. High Definition Pack также был доступен в Steam, однако требовал дополнительной загрузки. Через некоторое время Valve включила Blue Shift в игровые наборы «Half-Life 1 Anthology» и «Valve Complete Pack».

### Blue Shift: Unlocked
Из-за отличий обычного движка Half-Life и модифицированного движка Blue Shift файлы карт из этих игр оказались несовместимы друг с другом. Поэтому, 7 августа 2005 года команда Half-Life Improvement Team выпустила патч, позволяющий задействовать Blue Shift как обычную модификацию к Half-Life (включая Steam-версию). Благодаря этому Blue Shift добавила в Half-Life множество улучшений, как например, детализированные текстуры.
Когда Half-Life: Blue Shift стала официально доступна в Steam, она содержала в себе множество ошибок и недоработок, касающихся интерфейса и карт, а среди данных хранилось изрядное количество лишних файлов из оригинальной Half-Life. Тогда 25 октября того же года Half-Life Improvement Team выпустила новую версию своего исправления, учитывающего и эти недоработки. Свой проект они назвали Blue Shift: Unlocked.

## Саундтрек
Half-Life: Blue Shift не имеет собственного саундтрека, поэтому в игре используется музыка из Opposing Force, которую написал Крис Дженсен.
| - 1. «The Beginning» (02:03) - 2. «Lost in Thought» (01:19) - 3. «Danger Rises» (01:11) - 4. «Soothing Antagonist» (01:25) - 5. «Run» (00:51) - 6. «Open the Valve» (01:22) - 7. «Tunnel» (01:24) - 8. «Chamber» (01:32) - 9. «Maze» (00:57) - 10. «Alien Forces» (01:14) | - 11. «Scientific Proof» (00:15) - 12. «Planet» (01:30) - 13. «Orbit» (00:46) - 14. «Name» (01:50) - 15. «Listen» (00:15) - 16. «Fright» (00:06)λ - 17. «Storm» (01:36) - 18. «Trample» (01:16) - 19. «Bust» (01:47) |

Примечание: Этот трек-лист основан на CD-версии Blue Shift, с другим упорядочением треков, нежели в Opposing Force; λТрек 16 «Fright» (Трек 5 в OpFor) здесь длится только 6 секунд — возможно, из-за ошибки записи мастер-диска. Все остальные композиции звучат так, как и должны.

## Half-Life High Definition Pack

Сравнение оригинальной модели охранника «Чёрной Мезы» и модели из High Definition Pack.

В первоначальном издании в комплекте с Blue Shift поставлялось также другое официальное дополнение, разработанное Gearbox Software — High Definition Pack. Данное обновление сделано на базе отменённой Dreamcast-версии Half-Life, которая разрабатывалась позднее, чем версия для PC и, таким образом, была более проработанной в некоторых аспектах графики.
Многие модели игры (NPC, оружие) были изменены на более качественные, при этом два вида оружия отличаются от оригинала: пистолет Glock 17 заменён Beretta M9, а вместо пистолета-пулемёта HK MP5 солдаты HECU и главный герой используют автомат модели Colt М16A2 (Model 727).
Помимо Blue Shift, модификация могла быть установлена на Half-Life или Opposing Force, и при этом она подходит к WON и Steam-версиям игр. В настоящее время High Definition Pack поставляется вместе со Steam-версиями Half-Life и её дополнений как внутриигровая опция.

## Оценки игры
| Сводный рейтинг       | Сводный рейтинг      |
| Агрегатор             | Оценка               |
| --------------------- | -------------------- |
| GameRankings          | 67,40 %              |
| Metacritic            | 71/100 (19 рецензий) |
| Иноязычные издания    |                      |
| Издание               | Оценка               |
| Eurogamer             | 6/10                 |
| GameSpot              | 7/10                 |
| GameSpy               | 70%                  |
| IGN                   | 7/10                 |
| Next Generation       | [ 21 ]               |
| PC Zone               | 78%                  |
| Русскоязычные издания |                      |
| Издание               | Оценка               |
| Game.EXE              | 3,8 из 5             |
| «Игромания»           | 7,0 из 10            |